# Amir Johnson
Amir Jalla Johnson (* 1. Mai 1987 in Los Angeles, Kalifornien) ist ein US-amerikanischer Basketballspieler.

## High School
Johnson spielte als Schüler für die Mannschaft der Westchester High School und führte diese zu einer Staatsmeisterschaft. In seiner Junior-Saison legte er durchschnittlich 21,0 Punkte, 15,0 Rebounds und 8,0 Blocks auf. Dies hatte zur Folge, dass er 2005 für das McDonald’s High School All-American-Team berufen wurde. Die Los Angeles Times wählte ihn zum Spieler des Jahres 2005 und er erhielt eine weitere Ehrung, als er zum Mr. Basketball im Staat Kalifornien gewählt wurde.
Trotz einer Zusage an die University of Louisville meldete sich Johnson zur NBA-Draft 2005 an. Dies wurde von Experten als großer Fehler gewertet, da er mit etwas College-Erfahrung ein sicherer Top-10-Pick gewesen wäre.

## NBA
Letztendlich wurde Johnson in der NBA Draft 2005 in der zweiten Runde an 56. Stelle von den Detroit Pistons ausgewählt. Johnson war gleichzeitig der letzte Spieler, der direkt von der High School gedraftet wurde, bevor die NBA die Statuten für die Draft 2006 änderte, welche besagten, dass ein amerikanischer Spieler mindestens ein Jahr am College gespielt haben muss.
Beim Draft war er 2,06 m groß, ist aber mittlerweile durch einen Wachstumsschub auf 2,11 m bei einem Körpergewicht von 95 kg gewachsen.
In seiner Rookie-Saison 2005/06 spielte Johnson lediglich drei Spiele und erzielt in 39 Minuten 20 Punkte. Ende Februar 2006 schickten die Pistons Johnson in die NBA Development League, wo er bis Mitte April für die Fayetteville Patriots auf Korbjagd ging, ehe die Pistons ihn wieder in ihrem Kader aufnehmen.
Die meiste Zeit der Saison 2006/07 verbrachte Johnson wiederum in der NBA Development League, wo er diesmal für die Sioux Falls Skyforce auflief. In 22 Spielen erzielte er 18,9 Punkte, 9,7 Rebounds und 3,1 Blocks pro Spiel, bei einer Feldwurfquote von 62,3 Prozent. Aufgrund seiner starken Leistungen wurde er während der Saison 2006/07 zweimal in den Kader der Detroit Pistons berufen. In acht Spielen erzielte Johnson durchschnittlich 5,9 Punkte, 4,6 Rebounds und 1,6 Blocks.
Sein bis dahin bestes Spiel lieferte er am 19. April 2007 gegen die Boston Celtics ab. Mit 20 Punkten und 12 Rebounds erzielte er sein erstes und bis dato einziges Double-Double. Zudem griff er sich 3 Steals und blockte 4 Würfe.
Vor der Saison 2007/08 unterzeichnete Johnson einen mit 11 Millionen Dollar dotierten Dreijahresvertrag bei den Detroit Pistons.
Ab der Saison 2009/10 spielte er bei den Toronto Raptors. Im Auswärtsspiel gegen sein früheres Franchise, die Pistons, gelang ihm, zum damaligen Zeitpunkt, am 12. April 2010 mit 26 Punkten ein neuer Karrierebestwert. Seinen aktuellen Karrierebestwert mit 32 Punkten erreichte Johnson am 8. Dezember 2013, bei einem Spiel gegen die Los Angeles Lakers.
Am 1. Juli 2015 einigte sich Johnson mit den Boston Celtics auf einen Zweijahresvertrag über 24 Millionen Dollar. In den zwei Jahren bei den Celtics spielte Johnson überwiegend in der Starting Five seiner Mannschaft.
Im Juli 2017 einigte sich Johnson auf einen Einjahresvertrag mit den Philadelphia 76ers.